# Glaenocorisa
Glaenocorisa is een geslacht van wantsen uit de familie duikerwantsen (Corixidae). Het geslacht werd voor het eerst wetenschappelijk beschreven door Thomson in 1869.

## Soorten
Het genus bevat de volgende soorten:

- Glaenocorisa cavifrons (Thomson, 1869)
- Glaenocorisa hugoscotti Hutchinson, 1930
- Glaenocorisa propinqua (Fieber, 1860)
- Glaenocorisa quadrata Walley, 1930